# 痣使い
『痣使い』（あざつかい）は、こなみ詔子による日本の漫画作品。『ITAN』（講談社）にて2010年1号（同年6月発売）から連載されている。単行本は既刊1巻。

## あらすじ
双子のイケメン兄弟、市川円（つぶら）と市川基（もとい）。基の胸には痣があり、円によると痣は父親から継承したもので、パートナーたる「マザー」を選ぶ日がいずれ来るという。意味が分からず、基は痣を気味悪がるばかりだった。
父親を亡くした少女・小出蜜は、父親の悪口を言う親戚の家にいることを拒み、ホームレスとなっていた。その日も泊まる場所を探していた蜜は、キラキラと輝くような円と基を見て、別世界の住人のようだと感じていた。すると突然、基の体が引っ張られるように走り出し、公園にいた蜜の元へたどり着く。蜜が基の「マザー」だと感づいた円は蜜を自宅へ連れ帰る。小汚い格好をした蜜を見て、どうせならキレイなギャルが良かったとぼやく基だったが、円が蜜を風呂に入らせ伸びっぱなしだった髪を切ると、基が見違えるほど可愛らしい女の子へと変身した。
家がない蜜は、2人の好意で市川家に滞在することになり、円から小さな男の子の世話を頼まれる。蜜は男の子に夜空（ルウ）と名付け可愛がるが、ルウに指を吸われた途端、意識を失ってしまう。朝にはルウは姿を消し、夜になるとまた蜜のところへやってくるようになり、会う度に成長し、基に似ていった。円を問い詰めたルウは、自分が基の痣の化身で、蜜の寿命を吸い取って成長していること、円もまた痣を持つことを知らされる。ルウと円の話を聞いてしまった蜜は、ルウの飼育を続けるかどうかの選択を迫られ、ルウを死なせたくない蜜はルウを育てる道を選ぶ。

## 登場人物
市川 円
痣使い。高校生。
市川 基
痣使い。円の双子の弟。
小出 蜜
ホームレスの少女。基の痣のマザー。
夜空（ルウ）
基から覚醒した痣。

## 同時収録作品
死島使い（しまつかい）
『痣使い』のプロトタイプとなった作品で、作者の別作品『鈍色幻視行』にも登場する。
子昏島（しこんじま）で唯一のホテルを営む兄弟の背中には、合わせると島の形になる痣があり、証拠の残らない殺しの依頼を請け負っていた。ある日、小さな子供を連れた女が島を訪れ、娘の殺害を依頼する。

## 書誌情報
- こなみ詔子 講談社〈KC ITAN〉 既刊1巻
  1. 『痣使い -覚醒編-』 2011年7月7日発売[2]、ISBN 978-4-06-380524-6